# Federico Guglielmo di Vestfalia
Federico Guglielmo di Vestfalia (Paderborn, 5 aprile 1727 – Hildesheim, 6 gennaio 1789) è stato un vescovo cattolico tedesco, di Hildesheim e di Paderborn.

## Biografia
Federico Guglielmo, il 7 febbraio 1763 venne nominato vescovo di Hildesheim e il 23 ottobre dello stesso anno venne consacrato dallo zio, il vescovo di Paderborn Wilhelm Anton von der Asseburg. Il 1º marzo 1773 venne nominato vescovo coadiutore di Paderborn. Poco dopo, nel 1775 divenne vicario apostolico del Nord. Alla morte dello zio, infine, il 26 dicembre 1782 venne nominato egli stesso vescovo di Paderborn, prendendo possesso della cattedra episcopale nel 1783.
Da vescovo applicò i decreti del Concilio di Trento, incrementando anche l'istruzione.
Egli ottenne anche la contea di Poppenburg a Burgstemmen come appannaggio personale. Qui fece costruire un palazzo personale con una grandiosa chiesa ancora oggi ammirabile.
Morì a Hildesheim e venne sepolto nella cattedrale della città.

## Genealogia episcopale e successione apostolica
La genealogia episcopale è:
- Cardinale Scipione Rebiba
- Cardinale Giulio Antonio Santori
- Cardinale Girolamo Bernerio, O.P.
- Arcivescovo Galeazzo Sanvitale
- Cardinale Ludovico Ludovisi
- Cardinale Luigi Caetani
- Cardinale Ulderico Carpegna
- Cardinale Paluzzo Paluzzi Altieri degli Albertoni
- Papa Benedetto XIII
- Arcivescovo Clemente Augusto di Baviera
- Vescovo Franz Josef von Gondola, O.S.B.
- Vescovo Wilhelm Anton von der Asseburg
- Vescovo Federico Guglielmo di Vestfalia

La successione apostolica è:
- Vescovo Damian August Philipp Karl von Limburg-Styrum (1770)
- Vescovo Karl Friedrich von Wendt (1784)